# Операция «Мерсад»
Операция «Мерсад» (перс. عملیات مرصاد‎, араб. عملية مرصاد‎) — иранское контрнаступление на силы ОМИН, последняя операция иранской армии в ирано-иракской войне. Операция началась 26 июля 1988 года и закончилась через несколько дней полным разгромом ОМИН.
Операция стала ответом на вылазку семитысячной группировки боевиков ОМИН, поддержанную ВВС Ирака. «Моджахеды» ОМИН начали свою атаку на западной границе Ирана сразу после принятия Ираном резолюции СБ ООН 598 о прекращении огня. Замысел операции состоял в разжигании среди иранцев восстания против правительства Хомейни. Основным направлением удара боевиков стал город Керманшах, в окрестностях которого им оказал сопротивление КСИР.
Однако под давлением ООН Саддам Хусейн отозвал свои ВВС, и 26 июля Иран начал массированное контрнаступление на боевиков. По некоторой оценке[чьей?], попытка ОМИН вырваться из окружения закончилась для «моджахедов» катастрофой. Утверждается[кем?], что в боях с 10-тысячной группировкой регулярной армии Ирана под командованием генерала Али Ширази ОМИН понесла большие потери.
Окончательное перемирие вступило в силу 20 августа, через 3 недели после начала операции. Внутриполитическим последствием операции «Мерсад» стала казнь нескольких тысяч (от полутора до 30-и по разным оценкам) членов ОМИН, а также партии ТУДЕ по всей стране.